# Moule noire
Choromytilus meridionalis
Espèce
La moule noire, Choromytilus meridionalis, est une espèce de mollusques bivalves de la  famille des Mytilidae.

## Distribution
Cette moule vit normalement autour de l'Afrique du Sud, du centre de la Namibie à Port Elizabeth, de la zone intertidale basse ou moyenne à environ 10 m de profondeur.

## Description
Sa coquille peut atteindre 150 mm de longueur.
Elle forme des colonies accrochées sur les rochers et sur certaines zones sablonneuses.
Elle est plus fine et noire que la moule méditerranéenne (Mytilus galloprovincialis), avec laquelle elle est souvent confondue.

## Écologie
C'est un organisme filtreur qui se nourrit de phyto- et zooplancton et joue un rôle important dans le maintien de la qualité de l'eau et de sa limpidité. Elle peut s'avérer envahissante là où elle a été introduite. Inversement, dans sa zone d'origine elle est en compétition avec la moule méditerranéenne.

Elle est plus subtidale (ce qui est un autre indice pour la distinguer) que la moule méditerranéenne.
Ses populations semblent contrôlées par des étoiles de mer et un gastéropode foreur (Natica tecta), qui la mange après avoir percé sa coquille. Les relations prédateur-proie entre ces deux espèces ont été étudiées dans la baie False Bay, en Afrique du Sud, où en juillet 1979 la densité des populations de N. tecta (individus matures de 20–33 mm (coquille) pour la plupart) sur ces moules a été estimée à environ 69 individus par mètre carré.

## Toxicologie, écotoxicologie
Comme tous les coquillages filtreurs, cette moule peut bioaccumuler des métaux lourds, dans sa coquille.
De manière générale, chez les moules, on constate qu'il n'y a pas de corrélation entre la teneur en métaux des sédiments et celle des moules, qui peuvent être directement contaminées par les métaux dissous dans l'eau à l'état de trace.